# آبجو یانجینگ
آبجو یانجینگ (انگلیسی: Yanjing Beer) شرکت دولتی نوشیدنی چینی است، که در سال ۱۹۸۰ تأسیس شد.